# 潘承業
潘承業（1885年—？年），字季襄，直隸省天津縣人，日本神戶高等商業學校畢業，商科進士。

## 生平
- 宣統三年（1911年）九月，經學部驗看考試列最優等，賞給商科進士。[1]
- 民國1年（1912年）9月12日，委任工商部主事[2]。
- 民國1年（1912年）9月21日，派充工商部總務廳商務司第四科主事[3]。
- 民國1年（1912年）12月30日，派工商部籌辦華僑選舉事宜[4]。
- 民國2年（1913年）1月16日，派華僑選舉事務所庶務幹事[5]。
- 民國2年（1913年）2月5日，派工商部華僑選舉投票開票管理員[6]。
- 民國2年（1913年）5月16日，任命工商部僉事[7]。
- 民國9年（1920年）8月26日，無庸兼職財政部參事上行走[8]。
- 民國11年（1922年）6月29日，署京兆財政廳廳長[9]。
- 民國13年（1924年）11月12日，呈請辭職署京兆財政廳廳長[10]。
- 民國14年（1925年）10月3日，任財政部鹽務署秘書[11]。
- 民國15年（1926年）1月11日，免職財政部鹽務署秘書[12]。